# Eucithara gevahi
Eucithara gevahi é uma espécie de caracol marinho, um molusco gastrópode marinho na família Mangeliidae.

## Distribuição
Esta espécie marinha é encontrada no Golfo de Aqaba, norte do Mar Vermelho.